# Associazione bancaria sammarinese
L'Associazione bancaria sammarinese (ABS) è una associazione sammarinese di settore del mondo bancario e finanziario. Rappresenta, tutela e promuove gli interessi del sistema, la sede è situata in Piazza Tini, 2 a Dogana, presso il palazzo Asset Banca al 2º piano.

## Storia
L'Associazione Bancaria Sammarinese è stata costituita il 5 dicembre 2002 e dall'ottobre 2009 ha l'adesione di tutte le banche che operano a San Marino.
Nel 2012 ha redatto un libro bianco dal titolo Titano 2018, consegnato alle Organizzazioni Internazionali FMI, Banca Mondiale, Commissione UE, Gruppo di Lavoro UE EFTA, all’ABI e alla Brookings Institution.

## Attività
L'ABS, in  un momento di grave crisi del sistema bancario sammarinese e delle istituzioni pubbliche, è impegnata con la Segreteria finanze e la Banca centrale in un programma che mira a raggiungere memorandum d'intesa con la Banca d'Italia, per facilitare l'operatività delle istituzioni sammarinesi in Italia e attuare il trattato di associazione con la UE, inclusa la piena omologazione agli standard di vigilanza europei. La pesantezza della situazione dei NPL ha fatto sorgere in alcuni ambienti della stampa specializzata preoccupazione non solo per l'economia dell Repubblica di San Marino, ma anche per gli eventuali riflessi sul sistema bancario italiano.
Nel marzo 2018 l'Associazione bancaria sammarinese, ha partecipato con il governo della Repubblica e gli istituti di credito in incontri per fissare le forme di collaborazione per uscire dalla crisi.
L'ABS ha iniziato una collaborazione con l'Ateneo di San Marino, specialmente per compiere analisi di progetti pilota macro e microeconomici.

### La polemica con Corsera
Nel marzo 2017 è insorta una polemica tra ABS e il quotidiano Corriere della Sera per un articolo molto critico in prima pagina dedicato ad una banca sammarinese che riguardavano anche l'allora presidente di ABS che persiste anche dopo un anno.

## Banche associate
- Banca Agricola Commerciale della Repubblica di San Marino
- Banca di San Marino
- Banca Sammarinese di Investimento
- Cassa di Risparmio della Repubblica di San Marino